# 카미야 유우
가미야 유우(일본어: 榎宮祐, 브라질 포르투갈어: Thiago Furukawa Lucas, 1984년 11월 10일 ~)은 브라질 출신이자, 일본의 만화 및 라이트 노벨 작가이다. 일러스트레이터 활동을 하기도 한다.

## 작품 목록

### 연재 중
- 그리드 패킷∞ (2008년 2월호 - 2011년 8월호부터 장기 휴재, 전격 마왕)
- 노 게임·노 라이프 (2013년 3월호 - , 원작, 캐릭터 원안, 공동 작업: 히이라기 마시로, 코믹 얼라이브)
- 클락워크・플라넷 (2013년 11월호 - , 원작, 공동원작: 히마나 츠바키, 캐릭터 원안: 시노, 만화: 쿠로, 월간 소년 시리우스)

### 단행본
- MELTY BLOOD 코믹 앤솔로지 VOL.3 (주출판)
- ToHeart2 앤솔로지 코믹 vol.1 (FOX출판)
- 에아리세 (전격 코믹스, 전 4권)
- 그리드 패킷∞ (전격 코믹스, 4권)
- 노 게임·노 라이프 (원작, 캐릭터 원안, 공동작화: 히이라기 마시로, MF 코믹스)
- 클락워크・플라넷 (원작, 공동원작: 히마나 츠바키, 캐릭터 원안: 시노, 만화: 쿠로, 시리우스 KC)

### 소설
- 노 게임·노 라이프 (작성, 일러스트, MF문고 J, 10권 외전 1권)
- 클락워크・플라넷 (공동 작성: 히마나 츠바키, 일러스트: 시노, 고단샤 라노네 문고, 3권)

### 일러스트・삽화
- 이레귤러즈 파라다이스 (작성: 우에다 시키, 후지미 미스테리 문고, 전 4권)
- 야마히메 안티 메모닉스 (작성: 미카미 엔, 전격 문고, 2권)
- 언젠가 천마의 검은토끼 (작성: 카가미 타카야, 후지미 판타지아 문고, 18권)
- 나는 친구가 적다 - 유니버스2 (일러스트 참가)

### 그 외
- COOL&CREATE 『COOL&CREATE 동방 보컬 콜렉션II "슈퍼 아마네리오"』 (자켓 일러스트)
- COOL&CREATE 『COOL&CREATE 동방 보컬 콜렉션III "슈퍼 셔터 걸"』 (자켓 일러스트)
- COOL&CREATE 『아슬아슬☆아마네리오』 (자켓 일러스트)
- COOL&CREATE 『화려한 스마일』 (자켓 일러스트)
- COOL&CREATE 『미라클 아마네리오』 (자켓 일러스트)
- COOL&CREATE 『헬로 하이퍼 스타』 (자켓 일러스트)
- COOL&CREATE 『하이퍼×하이퍼 아마네리오』 (자켓 일러스트)
- COOL&CREATE 『동방 인스트라이크』 (자켓 일러스트)
- COOL&CREATE 『COOL&CREATE 동방 보컬 컴플리트 콜렉션 동방☆아마네리오』 (자켓 일러스트)
- COOL&CREATE 『함대 소녀』 (자켓 일러스트)

### 각본
- 노 게임·노 라이프 (제 8화)[1][2]